# Шмель (приз)
```
 
```

С 2005 года официальным талисманом футбольного клуба «Урал» является типичный и яркий представитель уральской фауны - Шмель. 
Его дебют состоялся 29 апреля 2005 года. Шмель и по сей день  является бессменным участником домашних матчей нашей команды.— Официальный сайт футбольного клуба «Урал»
Приз «Шмель» — награда лучшему игроку, присуждаемая болельщиками по результатам голосования на официальном сайте российского футбольного клуба «Урал».

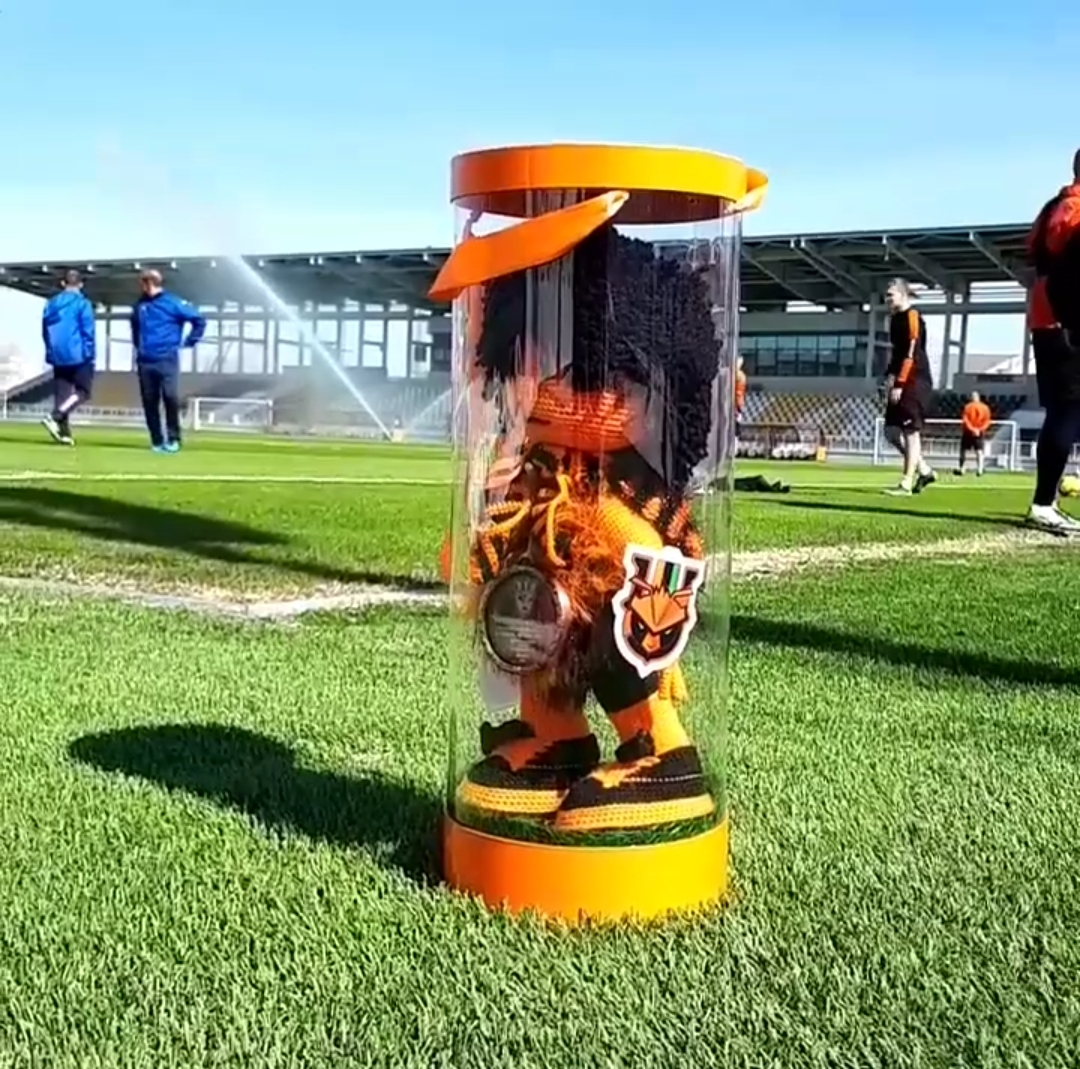
Приз болельщиков ФК "Урал" лучшему игроку месяца/сезона

Учрежден 5 августа 2013 г.

## Изготовление
Приз «Шмель» изготовлен в виде  сувенирной куклы, связанной крючком.
Изготовление приза финансируется исключительно за счет добровольных взносов болельщиков футбольного клуба «Урал»..

## История
Начиная с июля 2013 года, признание болельщиков получили следующие игроки:
| Сезон 2013/2014                             | Сезон 2014/2015                          | Сезон 2015/2016                         | Сезон 2016/2017                                                                     |
| ------------------------------------------- | ---------------------------------------- | --------------------------------------- | ----------------------------------------------------------------------------------- |
| - Спартак Гогниев — июль                    |                                          |                                         |                                                                                     |
| - Артур Саркисов — август                   | - Чисамба Лунгу — август                 | - Александр Ерохин — июль/август        | - Чисамба Лунгу — июль/август                                                       |
| - Алексей Солосин — сентябрь                | - Фёдор Смолов — сентябрь                | - Герсон Асеведо — сентябрь             | - Роман Павлюченко — сентябрь                                                       |
| - Чисамба Лунгу — октябрь                   | - Александр Ерохин — октябрь             | - Вячеслав Подберёзкин — октябрь        |                                                                                     |
| - Солви Оттесен — ноябрь/декабрь            | - Владимир Хозин — ноябрь                | - Александр Сапета — ноябрь/декабрь     | - Чисамба Лунгу — ноябрь/декабрь                                                    |
| - Херсон Асеведо — март                     | - Пабло Фонтанельо — март                | - Спартак Гогниев — март                | - Эрик Бикфалви — февраль/март                                                      |
| - Владимир Хозин — апрель                   | - Фёдор Смолов — апрель                  | - Николай Заболотный — апрель           | - Николай Димитров — апрель                                                         |
| - Александр Данцев — май                    | - Пабло Фонтанельо — май/июнь            | - Александр Данцев — май                | - Дмитрий Арапов — май                                                              |
| - Спартак Гогниев — лучший игрок сезона     | - Пабло Фонтанельо — лучший игрок сезона | - Спартак Гогниев — лучший игрок сезона | - Денис Кулаков — лучший игрок сезона                                               |
| Сезон 2017/2018                             | Сезон 2018/2019                          | Сезон 2019/2020                         | Сезон 2020/2021 и Сезон 2021/2022                                                   |
| - Ярослав Годзюр — июль                     | - Эрик Бикфалви — июль/август            | - Рафал Аугустыняк — июль               | - Алексей Евсеев — автор лучшего гола «Урала» осенней части Сезона 2020/2021        |
| - Эрик Бикфалви — август                    | - Ярослав Годзюр — сентябрь              | - Николай Димитров — август             | - Эрик Бикфалви — лучший игрок «Урала» осенней части Сезона 2020/2021               |
| - Эрик Бикфалви , Ярослав Годзюр — сентябрь | - Отман Эль-Кабир — октябрь              | - Рафал Аугустыняк — сентябрь           | - Рамазан Гаджимурадов — автор лучшего гола «Урала» весенней части Сезона 2020/2021 |
| - Алексей Евсеев — октябрь                  | - Николай Димитров — ноябрь              | - Ярослав Годзюр — октябрь              | - Рамазан Гаджимурадов — лучший игрок весенней части Сезона 2020/2021               |
| - Ярослав Годзюр — ноябрь/декабрь           | - Михаил Меркулов — декабрь              | - Павел Погребняк — ноябрь/декабрь      |                                                                                     |
| - Отман Эль-Кабир — март                    | - Отман Эль-Кабир — март                 | - Юрий Бавин — июнь                     |                                                                                     |
|                                             | - Отман Эль-Кабир — апрель               | - Отман Эль-Кабир — июль                | - Илья Помазун — лучший игрок «Урала» осенней части Сезона 2021/2022                |
| - Роман Емельянов — апрель/май              | - Отман Эль-Кабир — май                  |                                         | - Олег Шатов — лучший игрок «Урала» весенней части Сезона 2021/2022                 |
| - Эрик Бикфалви — лучший игрок сезона       | - Отман Эль-Кабир — лучший игрок сезона  | - Эрик Бикфалви — лучший игрок сезона   |                                                                                     |

## Приз для лучших игроков ДЮСШ
По итогам 2017 года, впервые, приз болельщиков был вручен лучшим игрокам ДЮСШ футбольного клуба «Урал».
Обладателями приза стали Иван Востров («Урал-2006»), Тимофей Подковыркин («Урал-2005»), Филипп Каточиков («Урал-2004»), Сергей Лоскутов («Урал-2003»), Александр Нечаев («Урал-2002»), Сергей Ласкин («Урал-2001») и Андрей Алферов («Урал-2000»)
В Сезоне 2018 приз болельщиков получили следующие игроки ДЮСШ футбольного клуба «Урал»:
Изиланов Егор («Урал-2007»), Селиверстов Роман («Урал-2006»),Резник Андрей («Урал-2005»),Ненашев Михаил («Урал-2004»),Вырупаев Сергей («Урал-2003»),Игнатьев Илья («Урал-2002») и Гуров Кирилл («Урал-2001»)